# David Lange
David Lange (IPA: /ˈlɒŋi/, "långi"), född 4 augusti 1942 i Otahuhu i Auckland, död 13 augusti 2005 i Middlemore i Auckland, var en nyzeeländsk politiker. Som partiledare för socialdemokratiska New Zealand Labour Party var han landets premiärminister från 1984 till 1989. 
2003 erhöll han Right Livelihood Award för sina insatser för att minska antalet kärnvapen i världen.

## Biografi
Under David Langes regeringstid hamnade landet i skarp konflikt med två kärnvapenmakter, USA och Frankrike. Lange förespråkade en kärnvapenfri zon i stillahavsområdet och nekade amerikanska krigsfartyg som var kärnvapenbestyckade att anlöpa nyzeeländska hamnar. USA svarade med att frysa sina försvarsgarantier gentemot Nya Zeeland i ANZUS. 
Den 10 juli 1985 inträffade en annan dramatisk händelse med anknytning till kärnvapenfrågan. Franska säkerhetsagenter sänkte då Greenpeace-fartyget Rainbow Warrior i Aucklands hamn. En Greenpeace-aktivist som var ombord omkom. Anledningen till att man lät sänka fartyget var att Rainbow Warrior snart skulle lämna Auckland för att bege sig till Mururoa-atollen i Franska Polynesien för att protestera mot, och försöka störa, franska provsprängningar av kärnvapen. Nya Zeeland reagerade häftigt mot den hemliga och aggressiva operation på ett vänligt sinnat lands territorium som det franska attentatet mot Greenpeace-fartyget utgjorde. Den politiska affär som blev resultatet i Frankrike tvingade efter hand den ansvarige franske försvarsministern Charles Hernu att avgå.
David Lange bedrev genom sin finansminister Roger Douglas en kraftigt marknadsanpassad politik som öppnade upp den nyzeeländska ekonomin för ökad tillväxt och nya investeringar från utlandet. Bland annat sänktes marginalskatten från 66 % till 33 %, en av de lägsta i världen. Den ekonomiska politiken benämndes Rogernomics som en parodi på det samtida Reaganomics. Under 1990-talet genomförde hans efterträdare Jim Bolger stora nedskärningar i offentlig sektor för att kompensera den försämring av de statliga finanserna som Rogernomics bidragit till, även om politiken inledningsvis var populär. Den av Lange och Bolger förda politiken förändrade drastiskt Nya Zeeland från en relativt isolerad, protektionistisk socialdemokratiskt präglad välfärdsstat till en av världens mest avreglerade frihandelsekonomier. Av länderna i OECD antas endast Mexiko ha lägre inkomstskatt. Samtidigt bevarades den offentliga sjukvården med större kompensation från privata initiativ, men reformtakten är ej motsvarad i något annat västland under den här perioden.
2003 fick Lange Right Livelihood Award för sina insatser att minska antalet kärnvapen i världen.